# Comando de Regiones Aéreas
El Comando de Regiones Aéreas (CRA) fue un comando de la Fuerza Aérea Argentina y autoridad aeronáutica con asiento en el Edificio Cóndor y bajo la dependencia del Estado Mayor General de la Fuerza Aérea.

## Historia
El Comando de Regiones Aéreas (CRA) fue creado el 14 de octubre de 1968 por Resolución 367/68 y Boletín Aeronáutico Reservado 1700.
El 15 de marzo de 2007 y por recomendación de la Organización de Aviación Civil Internacional, el presidente Néstor Kirchner inició el proceso de transferencia de las competencias del CRA a la Administración Nacional de Aviación Civil, a través del Decreto 239/07.
Creada la ANAC en 2007, fueron transferidas las competencias y el 1 de julio de 2009 fue formalizada la disolución del Comando de Regiones Aéreas.

## Organización
Se hallaba organizado el Comando de Regiones Aéreas de la siguiente manera:
- Comando de Regiones Aéreas (CRA). Asiento: Edificio Cóndor (Retiro, CABA).
  - Estado Mayor (EM). Asiento: Edificio Cóndor (Retiro, CABA).
  - Región Aérea Sur (RASU). Asiento: Comodoro Rivadavia (CT).
  - Región Aérea Noroeste (RANE). Asiento: Córdoba (CD).
  - Región Aérea Noroeste (RANO). Asiento: Resistencia (CH).
  - Región Aérea Centro (RACE). Asiento: Ezeiza (BA).

### Elementos bajo dependencia del Comando
- Ayudantía
- Asesoría Jurídica
- Consejo de la Industria Aeronáutica
- Representante Consejero ante la OACI
- Comisión de Adjudicaciones
- Departamento de Sanidad Aeroportuaria
- JIM N.º 8
- Comisión de Prevención de Accidentes
- Junta de Investigación de Accidentes de la Aviación Civil
- Dirección de Economía Financiera
- Dirección Infraestructura
- Dirección Comunicaciones
- Dirección Habilitaciones Aeronáuticas
- Dirección Nacional de Aeronavegabilidad
- Dirección de Tránsito Aéreo
- Dirección General de Sensores Radar
- Región Aérea Sur (RASU). Asiento: Comodoro Rivadavia (CT).
- Región Aérea Noroeste (RANE). Asiento: Córdoba (CD).
- Región Aérea Noroeste (RANO). Asiento: Resistencia (CH).
- Región Aérea Centro (RACE). Asiento: Ezeiza (BA).

### Elementos bajo dependencia del Estado Mayor
- Estado Mayor (EM).
  - Ayudantía
  - CIPE
  - Departamento OACI
  - Dirección General del Servicio Meteorológico Nacional
  - Departamento Operaciones
  - INAC
  - Asesoría Prevac
  - Departamento Personal
  - Asesoría Técnica Operativa
  - División Cursos y Operaciones
    - CISEIA
    - Turno CRA